# Comandante Marcial
Salvador Cayetano Carpio (Santa Tecla, 6 de agosto de 1918-Managua, 12 de abril de 1983), conocido también por el seudónimo de Comandante Marcial, fue un político comunista y dirigente sindical salvadoreño, fundador de las Fuerzas Populares de Liberación "Farabundo Martí" (FPL) y del FMLN.

## Biografía
No conoció a su padre, José Carpio, zapatero de profesión, que había llegado a la ciudad desde Chalatenango, pues falleció apenas él nació. Su mamá, Marcos Cerro, había venido de Cojutepeque para encontrar trabajo sirviendo en mansiones de ricos, donde no permitían tener a su hijo. Por eso lo dejó al cuidado de su suegra, la Niña Petronila. Ella tampoco puede cargar con el niño y lo deja en la Casa de San Vicente de Paúl, de las Hermanitas de la Caridad.
Las monjas lo pusieron en la iglesia vecina de El Calvario, propiedad de los padres somascos. Ingresa en el seminario menor de aquella comunidad, cuya mayoría hablaba italiano. El responsable de la comunidad era el español Padre Mario (Mario Casariego, 1909-1983), amigo de los coroneles de las fuerzas armadas salvadoreñas, que más tarde se convertiría en cardenal de Guatemala. Un día, cuando Carpio tenía 13 años, el padre Mario lo castigó cruelmente, llegando a golpearlo y raparlo personalmente. El sentido de rebeldía del joven seminarista hizo que esa misma noche intentara escapar del seminario. Cuando lo descubrieron saltando un cerco, lo echaron. Tal vez pensando en su padre, Carpio consiguió trabajo como aprendiz de zapatero.
Después, Carpio aprendió el oficio de panadero. En 1943 participó en su primera lucha sindical para conseguir mejores salarios para él y sus compañeros en la panadería donde trabajaba. Poco después se convirtió en líder del sindicato de obreros panificadores. En 1945 ingresó en el Partido Comunista Salvadoreño (PCS). En 1950 fundó el Comité de Reorganización Obrera Sindical Salvadoreña (CROSS), una agrupación de sindicatos comunistas. En 1952 fue detenido por el gobierno de Óscar Osorio y, tras ser liberado, un año y medio después, fue exiliado a México. De su experiencia en la cárcel, escribió el libro testimonial Secuestro y capucha. Carpio viajó a la Unión Soviética, donde estudió durante varios años en la Escuela de Cuadros del PCUS. Viajó durante temporadas a El Salvador, donde fue elegido Secretario General de la Confederación General de Trabajadores Salvadoreños, CGTS.
En 1963, tras terminar sus estudios, regresó a su país y logró que se produjera un viraje del PCS, con el cual el movimiento obrero  toma posiciones importantes en su dirigencia. Provocó la desaparición del Frente Unido de Acción Revolucionaria (FUAR), organización que buscaba el desarrollo de la lucha armada en El Salvador, por considerarlo una iniciativa prematura y «aventurera» de los sectores medios del PCS, y se lanzó a organizar y consolidar el movimiento obrero industrial, reforzado por los planes de industrialización lanzados por el gobierno de Julio Adalberto Rivera.
En 1964 fue elegido secretario general del PCS. En los años siguientes comienza a proponer la opción de la lucha armada como único camino viable para derrocar al régimen militar, en un esquema de alianza obrero-campesina, con hegemonía proletaria y el apoyo ―no la dirección― de las clases medias.
En abril de 1967, mientras se desarrollaba la campaña electoral para la presidencia, en la que el PCS participaba a través del Partido de Acción Renovadora, Carpio dirigió una huelga general en apoyo a obreros despedidos de la fábrica Aceros S. A. En una serie de paros escalonados, el país quedó detenido en solo tres días, y las exigencias de los huelguistas fueron aceptadas. Unos meses después, ante la violación de los acuerdos, Carpio desarrolló una huelga de hambre en el campus de la Universidad de El Salvador, que el gobierno ignoró. Dirigentes políticos, académicos, universitarios y maestros lo convencieron de que el nuevo gobierno lo dejaría morir, y que no valía la pena llegar tan lejos. Carpio levantó la huelga y en el PCS se recrudeció la polémica acerca de la necesidad de la lucha armada dentro de la dirigencia del PCS, en la cual los obreros tenían una minoría.

## Fundador de las FPL
En 1970, ante la inutilidad del debate interno, renunció al cargo de secretario general y abandonó el PCS junto con otros dirigentes, como el obrero José Dimas Alas y el líder estudiantil Felipe Peña, para fundar las Fuerzas Populares de Liberación «Farabundo Martí» (FPL), donde adoptó el seudónimo de Marcial.

### Fundador del BPR

Bloque Popular Revolucionario (BPR) Fundado por Cayetano Carpio el Comandante Marcial,

Como apoyo a la lucha armada, en 1975 creó el Bloque Popular Revolucionario (BPR) a partir de una escisión del Frente de Acción Popular Unificada (FAPU), un frente de masas que incluía organizaciones de obreros, campesinos, estudiantes de todos los niveles, habitantes de las poblaciones marginales y maestros. Su primer secretario general fue Juan Chacón dirigente obrero, aunque este dato solo se conoció cuando fue sustituida por el dirigente campesino, y después obrero, Francisco Rebollo ambos miembros de la Federación Sindical Revolucionaria  También desarrolló mecanismos de difusión, como la Agencia Salvadoreña de Prensa (SALPRESS) y la radio Farabundo Martí. La primera tenía su base en México y la segunda en el interior del país, en Chalatenango.

## Fundador del FMLN

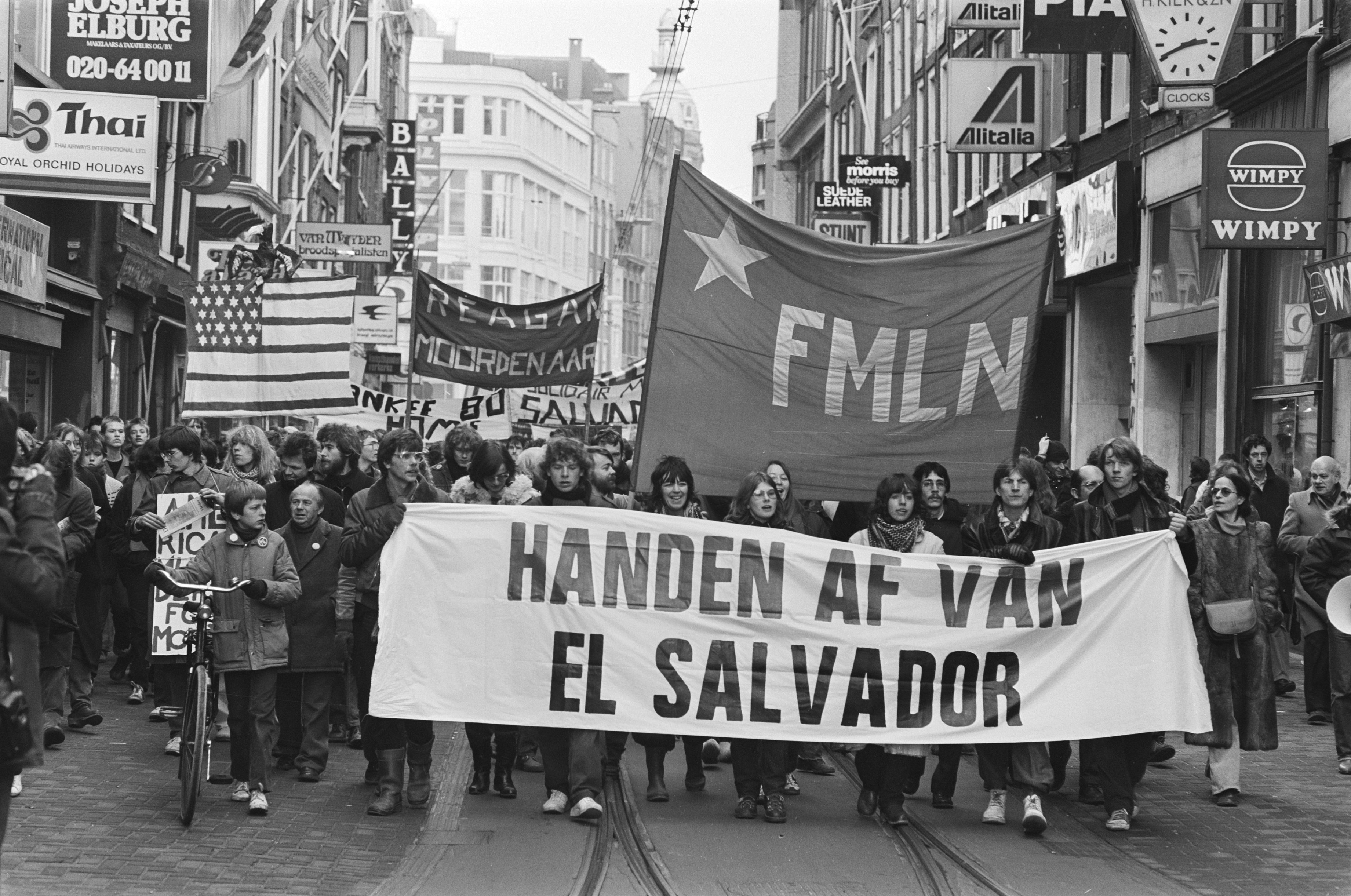
Manifestación en Ámsterdam contra la interferencia estadounidense en El Salvador y de apoyo Al FMLN

En 1980 se exilió en Nicaragua, donde participó en las negociaciones entre los distintos grupos armados de izquierda salvadoreña para conformar el Frente Farabundo Martí para la Liberación Nacional (FMLN).

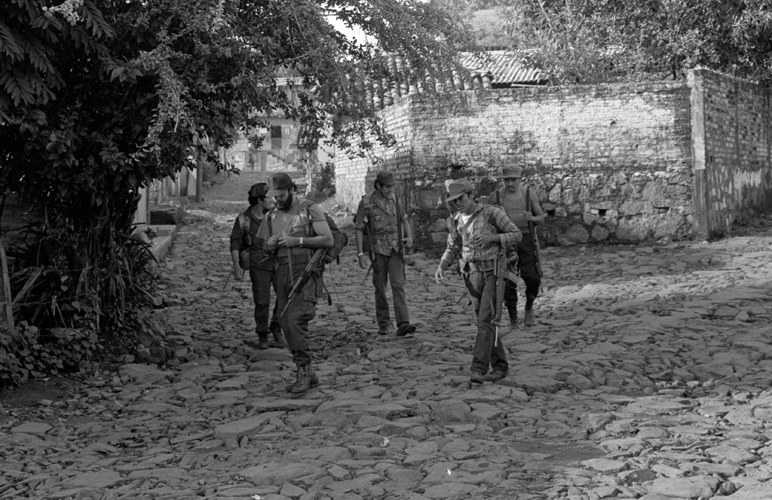
El comandante Marcial siempre apoyó la llamada guerra popular prolongada, es una estrategia político-militar desarrollada por Mao Tsé-Tung. Se basa en el concepto de mantener el apoyo popular y atraer al enemigo al interior donde la población puede derrotarlo por medio de una mezcla de guerra móvil y guerra de guerrillas.

A partir de 1981 comienza a profundizarse la división ideológica dentro de las FPL. Esta división es descrita en una entrevista realizada por Gregorio Selser, donde habla acerca de la ofensiva general, el temor a una intervención estadounidense y el inicio de la guerra civil.
A pesar de que sus críticos lo consideraban un estalinista de línea dura (lo cual era falso), Carpio logró el reconocimiento para su organización y para el FMLN de gobiernos como los de Suecia, Libia, Yugoslavia y la Organización para la Liberación de Palestina.
Las FPL también fueron las principales impulsoras de la Declaración Franco-Mexicana que reconoció al FMLN y al Frente Democrático Revolucionario como fuerzas representativas del pueblo salvadoreño y tácitamente les otorgó el carácter de fuerzas beligerantes.

### Supuesto Suicidio
El 6 de abril de 1983 fue asesinada en Nicaragua, Mélida Anaya Montes (la Comandante Ana María), la rival ideológica de Carpio, aunque Cayetano y Mélida Anaya mantenían una relación cordial y de respeto mutuo. Marcial fue señalado por las autoridades sandinistas como autor intelectual del crimen sin presentarse pruebas y seis días después de manera extraña las autoridades informan que supuestamente se suicidó, el 12 de abril de 1983.  

## Exculpado del crimen

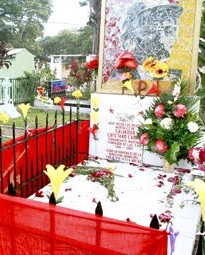
Tumba De Cayetano Carpio o Comandante Marcial, En Santa Tecla

El 15 de marzo de 1984, durante el juicio al Comandante Marcelo (Rogelio Bazzaglia), responsable de inteligencia de las FPL y autor del crimen de la comandante Ana María, el abogado defensor Gutiérrez Mayorga pidió al juez del caso «que se consigne en la sentencia a dictarse si se han aportado o no pruebas que permitan tener a Salvador Cayetano Carpio, junto con Marcelo, como coautor intelectual. La procuraduría lo ha mencionado como tal y en honor a la verdad histórica debe hacerle relación a este asunto en su sentencia. Hasta el momento la procuraduría no ha presentado ninguna prueba».
El juez del Juzgado Segundo del Distrito del Crimen en Managua sentenció: «De conformidad con el art. 186 del Código de Instrucción Criminal, en razón de su fallecimiento debe sobreseerse definitivamente en la presente causa a Salvador Cayetano Carpio (Marcial), mencionado por la Procuraduría Penal como autor intelectual del delito investigado. Siendo opinión de esta autoridad que se adhiere a lo expresado por el defensor Gutiérrez Mayorga en su escrito de defensa, que no fueron aportadas pruebas en el proceso que respalden tal imputación».
Es decir, Carpio fue exculpado legalmente por el asesinato de «Ana María», pero la información no se dio a conocer públicamente, por lo tanto en la imaginería de la izquierda permaneció como el asesino de su compañera de organización. El nefasto comportamiento de las autoridades sandinistas muestra en evidencia la complicidad del régimen. 

## Pensamiento

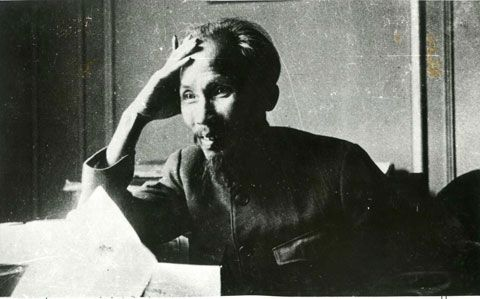
Durante la década de 1970, la nueva organización de Carpio, las FPL, se convirtió en el grupo más grande de la izquierda salvadoreña y, por lo tanto, se convirtió en la fuerza predominante entre las cinco organizaciones que se unieron en 1980 bajo el paraguas del Frente Farabundo Martí para la Liberación Nacional (FMLN). Carpio jugó un papel protagónico tanto en la FPL como en el FMLN. A veces se referían a él como el "Ho Chi Minh de América Latina".

Las obras y pensamientos del Comandante Marcial constituyeron un aporte ideológico fundamental en la formación del pensamiento comunista centroamericano y salvadoreño. Esencialmente el pensamiento del Comandante Marcial se caracteriza por ser un marxismo-leninismo combativo de línea dura y partidario de la lucha armada. El marcialismo como corriente ideológica a diferencia de la pasiva línea prosoviética de los partidos comunistas centroamericanos, defiende la lucha armada mediante la Guerra Popular Prolongada pero sin alinearse con el maoísmo. Es bien sabido que el Comandante Marcial mantuvo una posición de independencia táctica, ideológica, económica y política de las Fuerzas Populares de Liberación «Farabundo Martí» frente a la Unión Soviética y Cuba. Esta independencia se vio reflejada en que no siguió directrices ideológicas tuteladas ni vio condicionado su accionar político-militar por ningún tipo de chantaje económico o político, a diferencia del resto de organizaciones del FMLN que tenían enorme dependencia y tutelaje por parte países como la Unión Soviética o Cuba
Por otro lado, otra particularidad del marcialismo es la defensa del concepto de la centroamericanización de la lucha revolucionaria, lo que implicaba la lucha conjunta de todos los comunistas centroamericanos para la liberación y posterior construcción del socialismo en Centroamérica con hegemonía Obrero-Campesina.

"La Revolución Centroamericana es un proceso único e indivisible"
Comandante Marcial

## Obras
Las características ideológicas marcialistas se ven plasmadas en las siguientes obras escritas por el Comandante Marcial:
•Principios elementales del sindicalismo (1951)
•Secuestro y Capucha (1954)
•La Huelga de Abril (1958)
•Posición del oportunismo de Derecha en la Guerra de Agresión contra Honduras (1969)
•Las Experiencias de la Insurrección de 1932 (1977)
•Cerco y Emboscadas enemigas, apuntes de la guerra en El Salvador (1981)
•El Partido Marxista-Leninista del Proletariado (1982)
•La lucha de clases, motor del desarrollo de la Guerra Popular de Liberación (1982)

## Legado
La vida y luchas de Marcial están rodeadas de un aura mística que lo perfilan como un líder comunista forjado a sangre y fuego. Sus orígenes en los estratos más pobres de la sociedad salvadoreña le hicieron conocer de primera mano la miseria del campesinado y proletariado, ganándose la vida como campesino, zapatero y finalmente como panadero. Pasando también por ser líder sindical sufriendo en reiteradas ocasiones encarcelamientos y brutales torturas, muestra de ello es la deformación de su ojo relatado en el libro "Secuestro y Capucha". Para luego convertirse en el secretario general del Partido Comunista de El Salvador y acabar rompiendo con este último por su pasividad, formando así las combativas Fuerzas Populares de Liberación "Farabundo Martí" convirtiéndose así en el líder guerrillero a la cabeza del proceso revolucionario salvadoreño.

La dialéctica marcialista no es la de las aulas y los coloquios de profesores, sino la revolucionaria, la asumida luego de ser panadero para distinguirse como activista y dirigente sindical ser militante comunista, llegar hasta la dirección del Partido, romper con él cuando no se podía más con el discreto encanto de las
negociaciones oportunistas, fundar con otros seis decididos las FPL y crecer con ellas.
Alberto Hijar

[...] "El más importante revolucionario centroamericano que haya existido"
Alberto Hijar

La figura y legado de Marcial es polémica dada la campaña sistemática de vejaciones y desacreditación contra su persona por parte tanto de la derecha como de la izquierda.Por un lado es innegable que constituye la expresión más genuina, combativa y auténtica del comunismo centroamericano y salvadoreño. La pureza ideológica de Marcial y su determinación por el triunfo de una revolución socialista mediante la guerra popular prolongada le granjeó numerosos enemigos. Por un lado el imperialismo estadounidense y por otro los sectores oportunistas y revisionistas del FMLN , además de las discrepancias tácticas con los sandinistas nicaragüenses y el gobierno cubano que abogaban por una solución negociada con el imperialismo estadounidense y el gobierno salvadoreño.
Respecto a la posición de Fidel Castro hacia la Crisis centroamericana, el Comandante Marcial afirmaba en conversaciones privadas:

"Asi el revolucionario 
Castro parece haber aceptado el parlamentarismo como método,incluso despues de una lucha de liberación revolucionaria. A este respecto, Cuba ha llegado a estar mas cerca de las ideas socialdemócratas que la extrema izquierda tradicional en el continente..."
Comandante Marcial